# Sally Hamwee, Baroness Hamwee

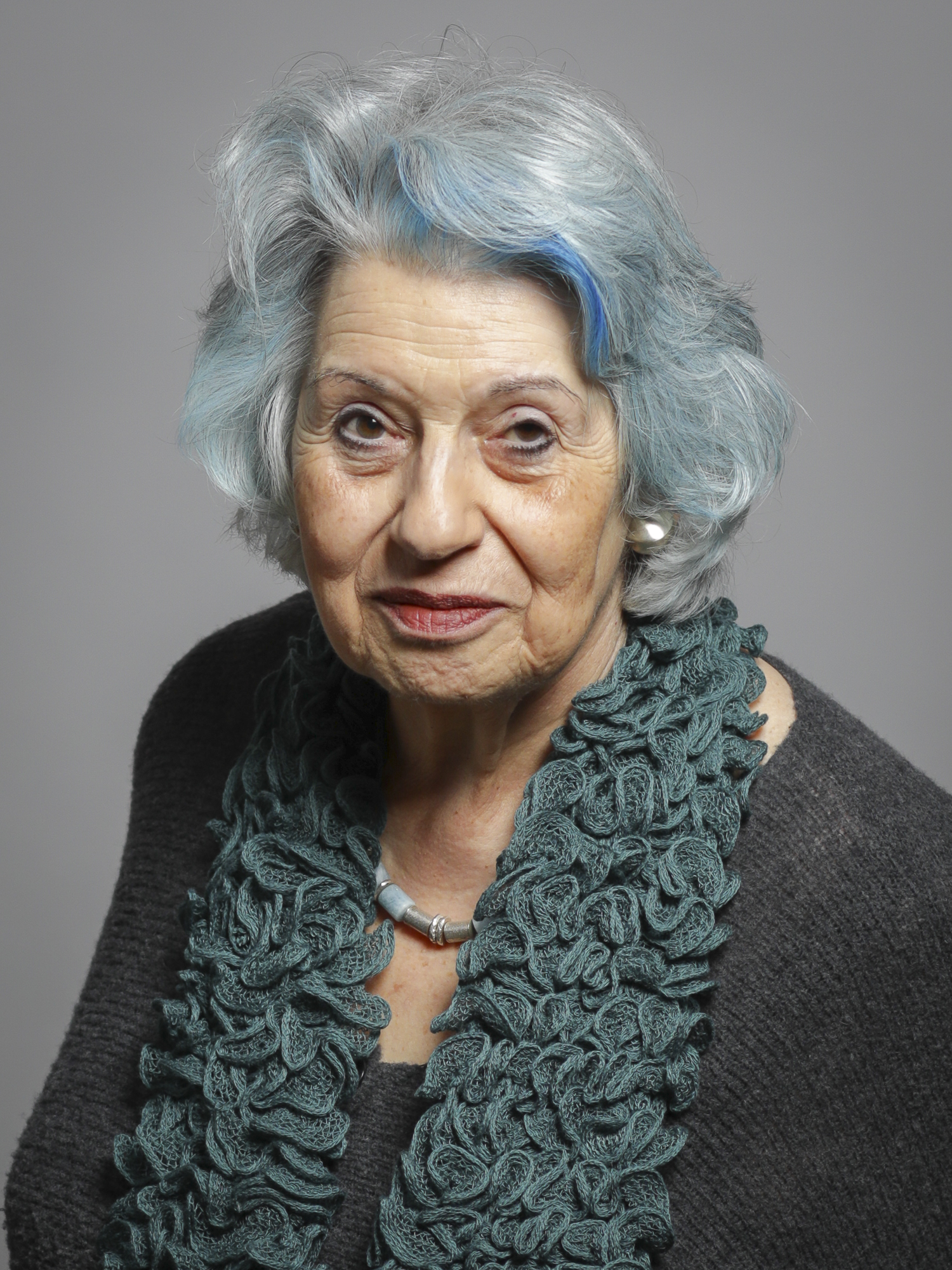
Sally Hamwee, Baroness Hamwee, 2019

Sally Rachel, Baroness Hamwee (* 12. Januar 1947) ist eine britische Politikerin der Liberal Democrats. Sie ist Life Peer und ehemalige Vorsitzende der London Assembly.
Sally Hamwee ging auf die Manchester High School for Girls. Sie von 1978 bis 1998 Stadträtin im London Borough of Richmond upon Thames und wurde 1991 als Baroness Hamwee, of Richmond upon Thames in the London Borough of Richmond upon Thames, zur Life Peer erhoben.
Bei der initiierenden Sitzung 2000 wurde eine schriftliche Vereinbarung mit der Labour Party geschlossen, die eine Teilung des Vorsitzes zwischen  Sally Hamwee und Trevor Phillips vorsah. Trevor Phillips übernahm den Vorsitz im Jahr 2000 und übergab ihn im Mai 2001 an Sally Hamwee. Trevor Phillips war dann wieder Vorsitzender von Mai 2002 bis September 2002; als Trevor Philips dann seinen Sitz in der Assembly niederlegte um den Vorsitz der Commission for Racial Equality zu übernehmen, übernahm sie den Vorsitz bis zum Ende der Legislaturperiode 2004.
Das Ergebnis der Wahl 2004 führte zu einem vergleichbaren ergebnis wie in der vergangenen Legislaturperiode, diesmal zwischen den Konservativen und den Liberaldemokraten. Sally Hamwee übernahm den Vorsitz von Mai 2005 bis Mai 2006 und ab Mai 2007 bis zum Ende der Legislaturperiode.
Sie verlor ihren Sitz im Mai 2008.
Im House of Lords war sie Sprecherin der Liberaldemokratenfür regionale und lokale Angelegenheiten und im November 2009 wurde sie Sprecherin für Innere Politik.
Hamwee ist Vizepräsidentin von Parity.